# Sveta Ema, Podčetrtek
Sveta Ema, pogosto zapisano okrajšano kot Sv. Ema, je naselje v Občini Podčetrtek.

## Geografija
Sveta Ema je razloženo naselje  na Vinarski gori (345 mnm) med potokom Mestinjščico, zadrževalnim (umetnim jezerom) Sotelskim jezerom na reki Sotli in železniško progo Mestinje–Podčetrtek.

## Zgodovina
Sveto Emo Krško so na Slovenskem zunaj avstrijske Koroške častili zlasti na Kozjanskem. Zaradi zamenjave njenega rojstnega kraja Peilsteina pri Melku s slovenskim Pilštajnem je v Posotelju dobila kar dve podružnični cerkvi. Prva je bila postavljena v Kozjem leta 1466, druga pa na Vinarski gori pri Podčetrtku. Slednja je pozneje postala župnijska cerkev in dala naselju ime.
Že leta 1450 so postavili leseno stavbo, 1466 ko se je pričel postopek za Emino beatifikacijo pa večjo zidano cerkev. Zgradbo so prvič gradbeno preuredili leta 1717, drugič, ko je dobila sedanji baročni videz pa 1784.